# Mertxe Urteaga
Mertxe Urteaga Artigas (Lazcano, Guipúzcoa, 1960) es una arqueóloga española, especialista en arqueología clásica en la zona Atlántica del País Vasco, arqueometalurgia y arqueología urbana. Destacada defensora de la profesionalización de las actividades arqueológicas y de la socialización y divulgación del patrimonio cultural.

## Biografía
María Mercedes Urteaga nació en Lazcano, Guipúzcoa. En 1982 obtuvo la licenciatura en Geografía e Historia por la Universidad de Valladolid en las especialidades de Historia Medieval y Prehistoria-Arqueología. Se doctoró en esa misma universidad en 1987 con la tesis titulada “Arqueología de la Producción del Hierro en Gipuzkoa” realizada bajo la dirección de D. Alberto Balil Illana.
Centró sus estudios en el período anterior a la primera mención documental acerca de la existencia del territorio de Guipúzcoa, año 1025; un período enmarcado en la llamada Edad Oscura de Vasconia, al que se ha acercado desde varios frentes. Como trampolín se sirvió de la investigación de los asentamientos romanos por un lado y de las fundaciones de villazgo bajomedievales, por otro. Se apoyó, además, en los testimonios ligados a la producción de hierro y a los registros arqueológicos de zonas de montaña dedicadas tradicionalmente al pastoreo.
En 1983, en colaboración con el espeleólogo Txomin Ugalde, dio a conocer las primeras 9 galerías romanas del Coto Minero de Arditurri (Oyarzun, Guipúzcoa) que, en esas fechas, seguía todavía en activo gestionado por la Real Compañía Asturiana de Minas. El Gobierno Vasco inició el expediente de Declaración de las galerías como Bienes de Interés Cultural. Se descubre así un patrimonio minero que acredita la presencia romana en el País Vasco.
En esos años, junto con Jaime Rodríguez Salís, activó la Sección de Arqueología de la Sociedad de Ciencias Aranzadi, entidad que conoció a comienzos de los ochenta una profunda renovación como consecuencia de la incorporación de un buen número de jóvenes universitarios. Formó parte de la Junta Directiva que marcó el cambio, desempeñando además labores ejecutivas.
En 1984 se hizo cargo de la excavación de la presa de madera de la ferrería de Igartza en Beasáin, una de las primeras operaciones de arqueología preventiva en Guipúzcoa. Entre 1984 y 1991 lideró diferentes acciones en el proyecto de estudio, puesta en valor y reconstrucción de la ferrería de Agorregi (Aya, Guipúzcoa), propiedad de la Diputación Foral de Guipúzcoa.
En 1987 dirigió el CFJAU (Curso de Formación de Jóvenes en Arqueología Urbana) en San Sebastián, coincidiendo en el tiempo al TED’A (Taller Escuela de Arqueología), creado en Tarragona por Xabier Dupré. La Arqueología Urbana llegó a España gracias a la nueva Ley del Patrimonio Histórico Español de 1985. Tanto el TED'A como el CFJAU plantean, abiertamente la formación y profesionalización de la Arqueología. En 1989, como resultado de estas iniciativas, se fundaron las primeras sociedades empresariales dedicadas a la Arqueología: Codex en Tarragona y Arkeolan en Guipúzcoa.
Arkeolan surge de la mano de Mertxe Urteaga, Iñaki Mugerza y Begoña Bilbao con el nombre de Centro de Estudios e Investigaciones Histórico-Arqueológicas. En 2011 pasará a constituirse como Fundación Arkeolan, que preside Jaime Rodríguez Salís, pionero de los estudios de Oiasso y que había trabajado junto con Urteaga en la Sociedad de Ciencias Aranzadi. Una de las primeras iniciativas de Arkeolan fue la elaboración de la Guía Histórico Monumental de Guipúzcoa.
En 1992, aprovechando unas obras que iban a tener lugar en el centro de Irún, solicitó permiso para buscar restos de un puerto romano que pensaban que podía estar en esa localización. Encontraron “un puerto con muelles, almacenes, aduanas, un punto por el que circulaban salazones del Mediterráneo Oriental, cereales y vino del valle del Ebro, aceite de la Bética”. Se convirtió en el primer puerto romano de la península ibérica en ser descubierto arqueológicamente.
Comenzó a gestar la idea de la creación de un Museo Romano en Irún, proyecto no exento de dificultades, tanto en el desarrollo del edificio del mismo, como en la defensa de las colecciones de objetos que debían conformar la exposición permanente, provenientes de las excavaciones realizadas en Irún. En 2006, finalmente, se inauguró el Museo Romano Oiasso del que pasa a ser su primera directora. Para entonces llevaba casi dos décadas dedicada a investigar las huellas que dejó Roma en Guipúzcoa y su empeño ha consistido en dar la importancia nacional e Internacional a los hallazgos arqueológicos encontrados.
Su objetivo, además de la arqueología, es la divulgación y por eso diseña “un museo vivo, cercano a la ciudad y a la comunidad que lo alberga, y en el que la exposición permanente sea un instrumento educativo y de socialización del mundo romano y la antigüedad en su entorno” A su iniciativa se debe, en el marco del Museo Oiasso, el diseño y formalización del Festival Internacional de Cine Arqueológico del Bidasoa (FICAB).
Alterna su tarea profesional de la arqueología con la docencia. Fue Coordinadora del Master de Patrimonio Artístico y Arqueológico de la Universidad del País Vasco entre 1991 y 1992, Técnico de Patrimonio Cultural del Gobierno Vasco entre 2002 y 2004 y responsable del estudio de las Villas Medievales en las provincias de Álava, Vizcaya y Guipúzcoa en el proyecto internacional Villas Nuevas Medievales del SW de Europa (2004-2007), entre otras responsabilidades. Colabora habitualmente como profesora invitada en programas de posgrado nacionales e internacionales, entre los que destaca su estancia académica en la Facultad de Antropología de la Oxford Brookes University.
Entre 2010 y 2015 participó en el equipo internacional que, bajo la dirección del Dr. William Van Andringa, excavó el templo de La Fortuna Augusta de Pompeya. Van Andringa, entonces profesor de la Universidad de Lille (Francia) y experto en religión romana visitó en su momento la excavación de la necrópolis de Santa Elena, en Irún, descubierta en 1971 por Jaime Rodríguez Salís.También ha colaborado con el Museo de las Naves Romanas de Pisa y con la Escuela Española de Historia y Arqueología de Roma (CSIC).
En 2014, como directora de Arkeolan, recibió el Premio Vaccea 2014 en la categoría de Protección y Conservación del Patrimonio. otorgado por la Universidad de Valladolid.
En 2016 inició una nueva etapa profesional como Técnica arqueóloga de la Diputación Foral de Guipúzcoa.

## Obra destacada
Libros
- "Arqueología de la producción del hierro en Guipúzcoa. Antecedentes. Época medieval y postmedieval " Universidad de Valladolid ( España ) en 1988. Tesis Doctoral.
- "Guía histórico-monumental de Gipuzkoa"[20]
- "Erromatar Garaia"[21]

#### Artículos
- "Roma en la construcción de la identidad vasca: argumentos arqueológicos" Cuadernos del Mediterráneo, N.º 27, 2018, págs. 268-273.
- "El Museo Oiasso de Irún: las oportunidades de la frontera en la divulgación del pasado romano". Boletín del Museo Arqueológico Nacional, N.º Extra 35, 2017 págs. 2011-2019.
- "El programa constructivo de las termas romanas de Oiasso (Irún, Guipúzcoa)".« Academica Libertas »: Essais en l’honneur du professeur Javier Arce / Dominic Moreau. 2020, págs. 147-165.
- "El hierro en época romana. Tradición e innovación en los territorios vascos". Historia del hierro en Bizkaia y su entorno.2016, págs. 77-118.

- "El puerto romano de "Oiasso" (Irún) y la desembocadura del río Bidasoa". Gijón, puerto romano : navegación y comercio en el Cantábrico durante la antigüedad: 2003, págs. 192-211.
- "Trama urbana en las villas medievales del País Vasco. El ejemplo de los estudios histórico-arqueológicos del urbanismo". Las Villas nuevas medievales de Castilla y León. 2014, págs. 77-94.
- "El museo romano Oiasso de lrun: un ejemplo de iniciativa público-privada" 5º Encuentro Internacional Actualidad en Museografía.2010, págs. 183-205